# Южный Абако
Южный Абако (англ. South Abaco) — один из 32 районов Багамских островов. Район находится на островах Абако, южнее Большого Абако.

## Административное деление

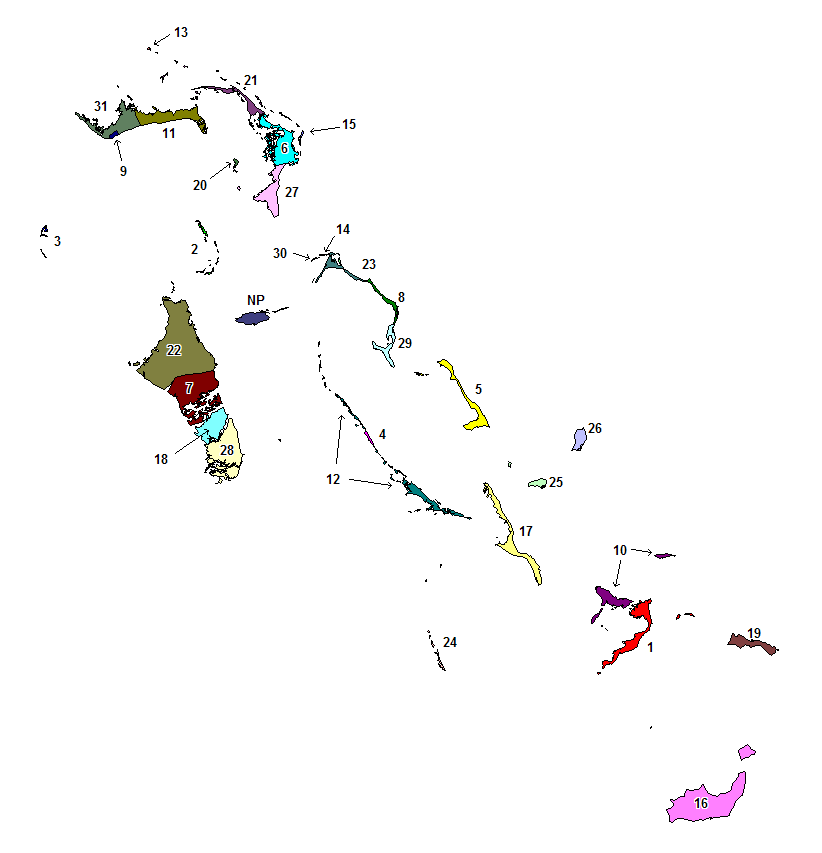
Карта районов Багамских островов

Южный Абако — один из 32 районов Багамских островов. На карте он обозначен номером 27. Административный центр района — населённый пункт Санди Пойнт (англ. Sandy Point).